# Єнс Матейсен
Єнс Ма́тейсен (нід. Jens Mathijsen; нар. 15 серпня 2007) — нідерландський футболіст, захисник клубу «Віллем II».

## Клубна кар'єра
Виступав за юнацьку команду ВОАБ (Гойрле), а 2016 року приєднався до академії клубу «Віллем II». 10 серпня 2024 року дебютував в основному складі «Віллема II» в матчі Ередивізі проти «Феєнорда», вийшовши на заміну Кіану Васену. 20 серпня того ж року підписав з клубом свій перший професіональний контракт, що розрахований до літа 2027 року.
24 травня 2025 року в матчі плей-оф Ередивізі проти «Дордрехта» забив свій перший гол у професіональній кар'єрі.

## Особисте життя
Син колишнього футболіста Йоріса Матейсена, відомого виступами за «Віллем II» і збірну Нідерландів.

## Статистика виступів
Станом на 10 серпня 2025
| Клуб              | Сезон             | Чемпіонат         | Чемпіонат | Чемпіонат | Кубок | Кубок | Єврокубки | Єврокубки | Інші  | Інші | Всього | Всього |
| Клуб              | Сезон             | Дивізіон          | Матчі     | Голи      | Матчі | Голи  | Матчі     | Голи      | Матчі | Голи | Матчі  | Голи   |
| ----------------- | ----------------- | ----------------- | --------- | --------- | ----- | ----- | --------- | --------- | ----- | ---- | ------ | ------ |
| Віллем II         | 2024–25           | Ередивізі         | 5         | 0         | 0     | 0     | —         | —         | 2     | 1    | 7      | 1      |
| Віллем II         | 2025–26           | Еерстедивізі      | 1         | 0         | 0     | 0     | —         | —         | —     | —    | 1      | 0      |
| Всього за кар'єру | Всього за кар'єру | Всього за кар'єру | 6         | 0         | 0     | 0     | 0         | 0         | 2     | 1    | 8      | 1      |